# Абатуар. Лабиринт страха
«Абатуар. Лабиринт страха» (англ. Abattoir) — американский фильм ужасов 2016 года режиссёра Даррена Линна Боусмана, основанный на сценарии Кристофера Монфетта и серии комиксов. Премьера фильма состоялась 7 июня 2016 года на Лос-Анджелесском кинофестивале.

## Сюжет
Аманда и Джулия — родные сёстры, которых воспитывал один отец. Девочки совсем не помнили, кто была их мать и как они жили до переезда. Однажды Аманду и её семью жестоко убивают. Менее чем через неделю их дом продают, полностью вырезав из него комнату, где произошло убийство. Джулии этот факт кажется подозрительным и она вместе с бойфрендом Декланом Грейди, работающим в полиции, ввязываются в расследование. Они узнают, что подобных случаев насчитывается уже несколько десятков и они происходят на протяжении многих лет. Это приводит их в родной городок сестёр — захолустный Нью-Инглиш…

## В ролях
- Джессика Лаундс — Джулия
- Джо Андерсон — Деклан Грейди
- Дейтон Калли — Джебедайя Крон
- Лин Шэй — Элли
- Джеки Таттл — Аманда
- Майкл Паре — Ричард Рэншоу
- Джон Макконнелл — шериф МакДермотт

## Сиквел
Уже в мае 2016 года, до премьеры «Абатуара», было объявлено о начале работы над продолжением фильма под названием «Жилище» (англ. The Dwelling), режиссёром и автором сценария которого вновь выступят Боусман и Монфетт, а Дейтон Калли вернётся к роли Джебедайи Крона.